# Антипино (Рязанская область)
Антипино — опустевшая деревня в Пронском районе Рязанской области. Входит в Орловское сельское поселение

## География
Находится в юго-западной части Рязанской области на расстоянии приблизительно 8 км на северо-запад по прямой от районного центра города Пронск.

## История
В 1859 году здесь (тогда деревня Пронского уезда Рязанской губернии) было учтено 7 дворов.

## Население
Численность населения: 86 человек (1859 год), 0 как в 2002 году, так и в 2010.